# Propeller
Propeller je funkcionalistická budova v Bratislavě, kterou navrhl architekt Emil Belluš a nachází se na obou březích řeky Dunaj.

## Architektonický výraz
Na propellerových nástupištích na nábřežích Dunaje v Bratislavě architekt uplatnil řadu prvků, se kterými pracovali puristé:
- Trubkové zábradlí se síťovou drátěnou výplní
- Pásové okno
- Terasové uspořádání objemu
- Střešní terasy a vlajkové stožáry

Nástupiště byly jednoduché rámové stavby se základním vybavením pro cestující, jejichž loď přepravovala cestující z jednoho břehu Dunaje na druhý. Nástupiště jsou strohé rámové konstrukce s nápisem a nejnutnější vybavením, v přímočarém moderním pojetí.